# Procedure chirurgiche per la circoncisione
Le procedure chirurgiche per la circoncisione comprendono interventi chirurgici convenzionali, del tipo "taglia e cuci", o il ricorso a strumenti e dispositivi specifici. Durante il periodo neonatale (meno di 2 mesi di età), quasi tutte le circoncisioni vengono eseguite da medici generici che utilizzano uno dei tre strumenti chirurgici più comuni; negli Stati Uniti, la clamp Gomco è lo strumento più utilizzato, seguito dalla clamp Mogen e da Plastibell. Questi sono comunque utilizzati in tutto il mondo.
Le complicazioni possono includere sanguinamento, infezione e una rimozione troppo piccola o troppo grande di tessuto. I decessi come conseguenza sono rari. Dopo il periodo neonatale, la circoncisione ha un maggior rischio di complicanze, in particolare quelle relative a possibile emorragie o complicanze correlate all'anestesia.
La maggior parte delle circoncisioni viene eseguita utilizzando uno dei tre metodi chirurgici aperti. Il metodo guidato dal forcipe, il metodo della fessura dorsale e il metodo di resezione della manica; tutte metodiche ben descritte dall'Organizzazione mondiale della sanità nel manuale per la circoncisione maschile in anestesia locale. La clamp Gomco e la clamp Mogen sono talvolta utilizzate dopo il periodo neonatale, in combinazione con suture o cianoacrilati adesivi per prevenire il sanguinamento post-operatorio.
Gli strumenti chirurgici per la circoncisione dovrebbero essere distinti dai dispositivi per la circoncisione. Gli strumenti di circoncisione sono usati al momento dell'intervento e la circoncisione viene completata alla fine della procedura. La clamp Gomco, la clamp Mogen e l'Unicirc sono strumenti chirurgici. I dispositivi di circoncisione rimangono sul pene per 4-7 giorni e si staccano spontaneamente o vengono rimossi chirurgicamente in una visita successiva. Plastibell, Prepex, Shang Ring e altri anelli di plastica sono tutti dispositivi per la circoncisione, noti anche come dispositivi "in situ".  Tutte le procedure di circoncisione dovrebbero comportare un'adeguata anestesia iniettabile o topica.

## Strumenti chirurgici per la circoncisione

### Clamp Gomco
La clamp Gomco è uno strumento chirurgico utilizzato per eseguire la circoncisione in tutte le fasce d'età, ma è utilizzato principalmente nella circoncisione neonatale. È lo strumento per la circoncisione neonatale più frequentemente utilizzato negli Stati Uniti. L'Organizzazione Mondiale della Sanità lo descrive come avente "un record di sicurezza impeccabile".
Dopo aver ritirato il prepuzio, la campana del Gomco viene posizionata sopra il glande a livello della corona. Il giogo viene quindi posto sopra la campana, intrappolando il prepuzio tra la campana e il giogo. La clamp viene poi stretta, schiacciando il prepuzio tra la campana e la piastra di base; tutto ciò viene poi lasciato in posizione per 5 minuti. I vasi sanguigni schiacciati permettono l'emostasi. Il fondo svasato della campana si adatta saldamente al foro della piastra di base, quindi il prepuzio può essere tagliato con un bisturi sopra la piastra di base senza il rischio di ferire il glande.

#### Vantaggi
La circoncisione avviene rapidamente ed è completata in un'unica sessione. La procedura totale richiede meno di dieci minuti, di cui cinque sono trascorsi nell'attesa che l'azione di schiacciamento abbia luogo. Nei neonati (<2 mesi di età), non sono necessarie suture e il sanguinamento è raro. Dopo il periodo neonatale, è possibile utilizzare suture o un adesivo tissutale cianoacrilato per sigillare il bordo della mucosa della pelle fusa per prevenire il sanguinamento post-operatorio. Poiché il glande è protetto dalla campana della clamp Gomco, le lesioni al glande sono rare. Nessuna parte è lasciata sul pene, quindi le complicanza tardive sono rare rispetto ai dispositivi come il Plastibell che rimangono sul pene.

#### Complicanze
È necessario prestare particolare attenzione per garantire che il dispositivo sia correttamente sterilizzato tra le procedure o che possa verificarsi una trasmissione dell'infezione.
L'American Academy of Pediatrics ha esaminato uno studio effettuato su 1.000 circoncisioni con clamp Gomco su neonat effettuate in un ospedale dell'Arabia Saudita. Esso ha rilevato un tasso di complicanze complessivo dell'1,9%. Il sanguinamento si è verificato nello 0,6% dei casi, l'infezione nello 0,4% e una rimozione insufficiente del prepuzio nello 0,3%.
Poiché il morsetto Gomco è costituito da tre parti principali, esiste la possibilità che i pezzi possano essere montati in modo errato. L'utilizzo di parti non corrispondenti produce un dispositivo che potrebbe non schiacciare sufficientemente il prepuzio, provocando potenzialmente sanguinamento.

#### Storia
Il morsetto Gomco fu inventato dal Dr. Hiram S. Yellen e da Aaron A. Goldstein nel 1935. Yellen, un ostetrico-ginecologo di Buffalo, New York cercò un metodo migliore per la circoncisione neonatale. Goldstein era un prolifico inventore e produttore locale Gomco è l'acronimo di GOldstein Medical Company, il produttore originale dello strumento Il brevetto era nel nome di Aaron Goldstein (brevetto U.S. 119180, emesso il 27 febbraio 1940). Lo strumento ha avuto un rapido successo ed è stato ampiamente commercializzato e venduto negli Stati Uniti e in Canada. Attualmente è prodotto e commercializzato in tutto il mondo.

#### Prevalenza
Più indagini negli Stati Uniti stimano che il tasso di circoncisione maschile varia dal 42% all'80% tra varie popolazioni. Il morsetto Gomco è lo strumento principale utilizzato per eseguire la circoncisione maschile non rituale negli Stati Uniti. Esistono poche informazioni sulla prevalenza dell'uso di Gomco al di fuori degli Stati Uniti.
Un'indagine del 1998 ha rilevato che la clamp Gomco era la tecnica preferita dal 67% dei medici americani, mentre il Plastibell era utilizzato dal 19% e la clamp Mogen del 10%.

### Clamp Mogen
La clamp Mogen è uno strumento chirurgico che consente una rapida circoncisione. È più frequentemente utilizzato nel periodo neonatale, in particolare per la circoncisione cerimoniale ebraica (Brit milà), ma è anche usato nei ragazzi più grandi. La versione neonatale ha due lame piatte che si aprono di 2,5 mm. La clamp Mogen è ampiamente utilizzata in tutto il mondo.
Il prepuzio viene prima esteso utilizzando diversi emostatici dritti. La clamp viene quindi fatta scivolare sul prepuzio. Dopo aver verificato che la punta del glande è libera dalle lame, la pinza è bloccata e un bisturi viene usato per tagliare la pelle dal lato piatto (superiore) della pinza. Nei neonati non sono richieste suture. Al di fuori del periodo neonatale, è possibile utilizzare un adesivo in tessuto cianoacrilato al posto delle suture.

### Vantaggi
La clamp Mogen non ha parti da assemblare, è facile da usare e si traduce in una circoncisione priva di particolari sanguinamenti con cicatrici minime. Un singolo taglio può essere sufficiente per i bambini, eliminando eventuali errori di dimensionamento. È una procedura rapida, ma richiede cinque minuti di bloccaggio per prevenire il sanguinamento post-operatorio. Qualsiasi complicanza è immediata, perché lo strumento non è lasciato sul pene, quindi possono essere trattati sul posto. La clamp può essere tranquillamente utilizzata da operatori sanitari non medici in contesti con risorse limitate.

### Complicanze
È necessario prestare attenzione per garantire che il dispositivo sia correttamente sterilizzato tra diverse procedure o che possa verificarsi una trasmissione dell'infezione. Lo strumento non protegge direttamente il glande durante la procedura, quindi c'è il rischio che il glande possa essere tirato nella fessura e schiacciato o parzialmente tagliato.